# A Camp
A Camp es un proyecto musical liderado por Nina Persson cantante de The Cardigans. Su primer álbum se llama A Camp, como el grupo, y fue lanzado en 2001 en el descanso que dieron The Cardigans a su carrera. “A Camp” era producido por Mark Linkous, de Sparklehorse, que debutó trabajando para otros, pero con el respaldo de las magníficas producciones para su banda. Nina grabó primero las canciones con Niklas Frisk (Atomic Swing) y luego llamó a Mark Linkous. Nina y Niclas se encontraron en un bar, su conversación derivó hacia la música, y descubrieron que les gustaban los mismos discos. Este encuentro provocó la idea de grabar algunas canciones juntos. Y, junto con alguna que añadió Nina Persson, luego componen el repertorio de A Camp.

## Álbum debut:A Camp
Entre otras el disco incluye: "I can buy you" (el primer sencillo), "Song For The Leftovers" (segundo sencillo), "Angel of sadness", "Algebra" y "Hard as a stone".
1. Frequent Flyer
2. I Can Buy You
3. Angel Of Sadness
4. Such A Bad Comedown
5. Song For The Leftovers
6. Walking The Cow
7. Hard As A Stone
8. Algebra
9. Silent Night
10. The Same Old Song
11. The Oddness Of The Lord
12. Rock 'N' Roll Ghost
13. The Bluest Eyes In Texas
14. Elephant

## Segundo álbum:Colonia
En el 2007 Nina Persson anunció un segundo disco de A Camp. Un disco, según la misma Nina, con marcadas influencias del pop de los 60, punk de los 80 y David Bowie. 
Algunas de las canciones que la canta-autora ha presentado en conciertos ofrecidos en 2007 en Nueva York, como adelanto de su nuevo lanzamiento, fueron: "China Town", "Here Are Many Wild Animals" y "I Signed The Line"
El disco no llegaría hasta febrero de 2009: *Colonia, un disco producido por Nina y su marido Nathan Larson. El primer sencillo "Stronger than Jesus" se publicó en Suecia el 17 de noviembre de 2008.
1. The Crowning
2. Stronger than Jesus
3. Bear on the beach
4. Love has left the room
5. Golden teeth and silver medals
6. Here are many wild animals
7. Chinatown
8. My America
9. Eau de colonia
10. I signed the line
11. To be human
12. The weed got here first

## Discografía

### Álbumes de estudio
- 2001: A Camp
- 2009: Colonia

### EP
- 2009: Covers

### Sencillos
- 2001: I Can Buy You
- 2002: Song for the Leftlovers
- 2009: Stronger Than Jesus
- 2009: Love Has Left The Room

- Datos: Q300343
- Multimedia: A Camp / Q300343